# Irische Cricket-Nationalmannschaft in England in der Saison 2020
Die Tour der irischen Cricket-Nationalmannschaft nach England in der Saison 2020 fand vom 30. Juli bis zum 4. August 2020 statt. Die internationale Cricket-Tour war Bestandteil der Internationalen Cricket-Saison 2020 und umfasste drei ODIs. Die ODIs waren die erste Serie innerhalb der ICC Cricket World Cup Super League 2020–2023. England gewann die Serie 2–1.

## Vorgeschichte
England bestritt zuvor eine Tour gegen die West Indies, für Irland ist es die erste Tour der Saison. Das letzte Aufeinandertreffen der beiden Mannschaften bei einer Tour fand in der Saison 2019 in England statt.
Ursprünglich war die Serie für September des Jahres geplant, wurde aber aufgrund der COVID-19-Pandemie vorgezogen. Als Stadion wurde Southampton gewählt, auch weil es eine Hotelinfrastruktur beinhaltet, die eine Isolation der Teams vor und während der Tour ermöglichte.

## Stadien
Die folgenden Stadien wurden für die Tour als Austragungsort vorgesehen und am 2. Juni 2020 bekanntgegeben.
| Stadion    | Stadt       | Kapazität | Spiele      |
| ---------- | ----------- | --------- | ----------- |
| Ageas Bowl | Southampton | 6.500     | 1. – 3. ODI |

## Kaderlisten
England benannte am 29. Mai 2020 eine 55-köpfige Trainingsgruppe, die sich auf diese und die Touren des Sommers vorbereiten sollte. Am 17. Juni wurde diese Gruppe auf 30 Spieler reduziert, fokussierte sich jedoch vornehmlich auf die Test-Serie gegen die West Indies. Am 9. Juli wurde eine Trainingsgruppe von 24 Spielern benannt, die sich in Isolation auf die ODI-Serie vorbereiten würde. Der endgültige englische Kader wurde am 27. Juli 2020 benannt.
Irland benannte am 10. Juli 2020 eine 21-köpfige Trainingsgruppe, die sich auf die ODI-Serie vorbereitete. Der endgültige 14-köpfige Kader wurde am 28. Juli 2020 benannt.
| Test | Test |
| England | Irland |
| --- | --- |
| - Eoin Morgan (K) - Moeen Ali (VK) - Jonny Bairstow (wk) - Tom Banton - Sam Billings - Tom Curran - Liam Dawson - Joe Denly - Liam Livingstone - Saqib Mahmood - Adil Rashid - Jason Roy - Reece Topley - James Vince - David Willey | - Andrew Balbirnie (K) - Paul Stirling (VK) - Mark Adair - Curtis Campher - Peter Chase - Gareth Delany - George Dockrell - Joshua Little - Andy McBrine - Barry McCarthy - Kevin O’Brien - William Porterfield - Boyd Rankin - Simi Singh - Harry Tector - Lorcan Tucker (wk) - Craig Young |

## Tour Matches
Um sich auf die Serie vorzubereiten, bestritten beide Mannschaften zunächst Team-interne Tour Matches.
| 21. Juli Scorecard | Southampton | England 325-9 (40/40)        | – | Team Morgan/Lewy 225 (32.3/40) |
|                    |             | England gewinnt mit 100 Runs |   |                                |

| 22. Juli Scorecard | Southampton | Irland 307-6 (50)                    | – | Ireland Wolves 310-7 (48.2) |
|                    |             | Ireland Wolves gewinnt mit 3 Wickets |   |                             |

| 24. Juli Scorecard | Southampton | Team Moeen 108 (28.4)            | – | Team Vince 109-4 (17.4) |
|                    |             | Team Vince gewinnt mit 6 Wickets |   |                         |

| 26. Juli Scorecard | Southampton | Irland 296 (49.4)                   | – | England Lions 297-3 (34.4) |
|                    |             | England Lions gewinnt mit 7 Wickets |   |                            |

## One-Day Internationals

### Erstes ODI in Southampton
| 30. Juli Scorecard | Southampton | Irland 172 (44.4)             | – | England 174-4 (27.5) |
|                    |             | England gewinnt mit 6 Wickets |   |                      |

England gewann den Münzwurf und entschied sich als Feldmannschaft zu beginnen. Irland verlor früh seine ersten Wickets. Im ersten und dritten Over schieden Paul Stirling und Kapitän Andrew Balbirnie aus und nach 6,3 Overn stand das Team bei fünf verlorenen Wickets bei 28 erzielten Runs. Es waren Kevin O’Brien und Curtis Campher, ⁣⁣die mit einer Partnership von 51 Runs das irische Innings stabilisierten. Campher setzte sein Spiel zusammen mit Andy McBrine fort und erzielte mit ihm zusammen ein Partnership von 66 Runs. Als McBrine mit 40 Runs ausschied, konnten die verbliebenen Batsmen nur noch wenige Runs beisteuern. Campher verblieb als letzter Batsman mit 59 Runs, als das letzte Wicket nach 44,4 Overn fiel. Entscheidender Bowler für England war David Willey, der mit 5 Wickets für 30 Runs vor allem zu Beginn des Innings wichtige Wickets erzielte. Englands Antwort begann mit dem frühen Verlust von Jonny Bairstow im dritten und Jason Row im sechsten Over. Als nach 13,4 Overn England mit 78 Runs das vierte Wicket verlor, etablierten sich in der Folge Sam Billings (67 Runs) und Kapitän Eoin Morgan (36 Runs) mit einem Partnership von 96 Runs. Beide gelang es nach 27,5 Overn das vorgegebene Ziel zu erreichen und England gewann mit 6 Wickets. Als Player of the Match wurde David Willey ausgezeichnet.

### Zweites ODI in Southampton
| 1. August Scorecard | Southampton | Irland 212-9 (50)             | – | England 216-6 (32.3) |
|                     |             | England gewinnt mit 4 Wickets |   |                      |

Irland gewann den Münzwurf und entschied sich am Schlag zu beginnen. Dort hatten die Eröffnungs-Batsman Gareth Delany und Paul Stirling zunächst Probleme ins Spiel zu kommen. Nach 6,1 Overn waren beide nach 15 Runs mit Bällen von David Willey ausgeschieden. Auch die weiteren Batsman der oberen Middle-Order konnten kaum ein Partnership etablieren und so stand es 78/5. Es war Curtis Campher (68 Runs) der zusammen mit Simi Singh (25 Runs) und Andy McBrine (24 Runs) zwei Partnerships von 60 und 56 Runs etablieren konnte und so Irland nach 50 Overn zu einem Ergebnis von 212/9 führte. Bester englischer Bowler war Adil Rashid, der 3 Wickets für 41 Runs erzielte. Bei der Antwort verlor England zwar im ersten Over Jason Roy, aber sein Eröffnungs-Partner Jonny Bairstow konnte in 41 Bällen 82 Runs erzielen. Er schied nach einem Ball von Jason Little aus, der mit 3 Wickets in 6 Bällen Irland die Chance eröffnete, das Spiel zu drehen. Jedoch waren es Sam Billings (46 Runs) und David Willey (47 Runs), die mit einem Partnership von 79 Runs England zu 219 Runs führten und damit auch das zweite ODI für England entscheiden. Bester irischer Bowler war Little mit 3 Wickets für 60 Runs. Als Player of the Match wurde Jonny Bairstow ausgezeichnet.

### Drittes ODI in Southampton
| 4. August Scorecard | Southampton | England 328 (49.5)           | – | Irland 329-3 (49.4) |
|                     |             | Irland gewinnt mit 7 Wickets |   |                     |

Irland gewann den Münzwurf und entschied sich als Feldmannschaft zu beginnen. England verlor früh seine beiden Eröffnungs-Batsman, unter anderem Jason Roy im ersten Over. Es war Mannschaftskapitän Eoin Morgan, der anschließend das englische Innings unter Kontrolle brachte. Er erzielte mit 106 Runs ein Century in 84 Bällen, unter anderem unterstützt von Tom Banton, der mit 58 Runs ein Half-Century erreichte. Als auch er nach 28,2 Overn fiel, war es David Willey mit 51 Runs, der zusammen mit Tom Curran (38 Runs) England zu 328 Runs führte, bevor sie zwei Bälle vor Schluss ihr letztes Wicket verloren. Bester irischer Bowler war Craig Young mit 3 Wickets für 53 Runs. In der irischen Antwort waren es Paul Stirling und Kapitän Andrew Balbirnie, die ein Partnership von 214 Runs erzielten. Als Stirling nach 142 Runs im 42. Over sein Wicket durch ein Run Out verlor und Balbirnies Ball nach 113 Runs im 45. Over gefangen wurde, waren es Harry Tector (29 Runs) und Kevin O’Brien (21 Runs), die Irland zwei Bälle vor Schluss das von England gesetzte Ziel erreichten ließen. Sie erspielten damit, nach dem Sieg beim Cricket World Cup 2011, den zweiten Sieg Irlands überhaupt über England. Player of the Match war Paul Stirling.

## Statistiken
Die folgenden Cricketstatistiken wurden bei dieser Tour erzielt.
| ODIs             | ODIs       | ODIs    | ODIs    | ODIs    | ODIs    | ODIs    | ODIs    | ODIs    |
| Batting          | Batting    | Batting | Batting | Batting | Batting | Batting | Batting | Batting |
| Spieler          | Mannschaft | Spiele  | Innings | Runs    | Average | HS      | 100s    | 50s     |
| ---------------- | ---------- | ------- | ------- | ------- | ------- | ------- | ------- | ------- |
| Paul Stirling    | Irland     | 3       | 3       | 156     | 52,00   | 142     | 1       | 0       |
| Eoin Morgan      | England    | 3       | 3       | 142     | 71,00   | 106     | 1       | 0       |
| Sam Billings     | England    | 3       | 3       | 132     | 132,00  | 67*     | 0       | 1       |
| Andrew Balbirnie | Irland     | 3       | 3       | 131     | 43,66   | 113     | 1       | 0       |
| Curtis Campher   | Irland     | 3       | 2       | 127     | 61,95   | 68      | 0       | 2       |
| Bowling          |            |         |         |         |         |         |         |         |
| Spieler          | Mannschaft | Spiele  | Overs   | Wickets | Average | BBI     | 5W      | 10W     |
| David Willey     | England    | 3       | 28.4    | 8       | 18,50   | 5/30    | 1       | 0       |
| Craig Young      | Irland     | 3       | 27.0    | 6       | 29,50   | 3/53    | 0       | 0       |
| Adil Rashid      | England    | 3       | 30.0    | 5       | 24,20   | 3/34    | 0       | 0       |
| Jason Little     | Irland     | 2       | 18.5    | 5       | 24,40   | 3/50    | 0       | 0       |
| Curtis Campher   | Irland     | 3       | 21.3    | 5       | 28,00   | 2/50    | 0       | 0       |

## Auszeichnungen

### Player of the Series
Als Player of the Series wurde der folgende Spieler ausgezeichnet.
| Serie | Player of the Series |
| ----- | -------------------- |
| ODI   | David Willey         |

### Player of the Match
Als Player of the Match wurden die folgenden Spieler ausgezeichnet.
| Spiel  | Player of the Match |
| ------ | ------------------- |
| 1. ODI | David Willey        |
| 2. ODI | Jonny Bairstow      |
| 3. ODI | Paul Stirling       |